# Чекај ме, ја сигурно нећу доћи
Чекај ме, ја сигурно нећу доћи је српски филм из 2009. године. Режирао га је Мирослав Момчиловић, који је написао и сценарио.
Филм је премијерно приказан на Филмском фестивалу Синема сити (Cinema City) у Новом Саду 13. јуна 2009. године.

## Радња
Алек је очајан пошто га је након трогодишње везе оставила Теодора. Пати, безвољан је, патетичан, стално помиње самоубиство-једноставно се не мири са тим да је веза готова, има свакодневне самосажаљевајуће сеансе код свог другара Банета. Упркос Банетовим саветима, он и даље зове Теодору, која се у међувремену заљубила у Немању. Проблем је у томе што се Немања није заљубио у њу, већ у Марину, неколико година млађу девојку, али Марину јако привлачи Алекова „словенска депресија“. И тако, док они доживљавају емотивне трзавице и ломове, Бане тоне у све дубљу депресију....

## Улоге
| Глумац               | Улога              |
| -------------------- | ------------------ |
| Милош Самолов        | Бане               |
| Мирјана Карановић    | Анђа               |
| Гордан Кичић         | Алек               |
| Милица Михајловић    | Теодора            |
| Бранислав Трифуновић | Немања             |
| Вања Ејдус           | Марина             |
| Петар Божовић        | Миленко клошар     |
| Јелена Ђокић         | Дејана             |
| Даница Максимовић    | разредна           |
| Љубомир Бандовић     | Тодор              |
| Тања Пјевац          | Славица            |
| Сергеј Трифуновић    | наставник физичког |

## Награде
- На Интернационалном филмском фестивалу у Софији Мирослав Момчиловић је добио награду за најбољу режију.[3]
- Награду за најбољи сценарио на Фестивалу филмског сценарија у Врњачкој Бањи 2009.[4]
- На 44. Филмским сусретима у Нишу Милица Михајловић је добила Награду Царица Теодора за најбољу женску а Гордан Кичић Награду Цар Константин за најбољу мушку улогу.[5]